# فرانسيسكو فاريلا
فرانسيسكو خافيير فاريلا غارسيا (بالإسبانية: Francisco Varela)‏ (7 سبتمبر 1946 – 28 مايو 2001) عالم الأحياء تشيلي وفيلسوف وعالم الأعصاب الذي، جنبا إلى جنب مع معلمه هومبرتو ماتورانا، ومن المعروف لإدخال مفهوم autopoiesis إلى علم الأحياء، والمشاركة في تأسيس معهد العقل والحياة لتعزيز الحوار بين العلم والبوذية.

## الحياة والحياة المهنية
ولد فاريلا في عام 1946 في سانتياغو في شيلي، ابن كورينا ماريا إيلينا غارسيا تابيا وراؤول أندريس فاريلا رودريغيز. بعد أن أكمل المدرسة الثانوية في ليسيو أليمان ديل فيربو ديفينو في سانتياغو (1951-1963)، مثل معلمه هومبرتو ماتورانا، درس فاريلا الطب مؤقتا في الجامعة الكاثوليكية البابوية في شيلي وتخرج مع درجة في علم الأحياء من جامعة شيلي. وحصل في وقت لاحق على درجة الدكتوراه في البيولوجيا من جامعة هارفارد. وكانت اليلبة التي دافع عنها في عام 1970 وأشرف عليها تورستن ويزل، تحت عنوان الشبكية الحشرات: معالجة المعلومات في العين المركبة.
بعد الانقلاب العسكري عام 1973 بقيادة أوغستو بينوشيه، قضى فاريلا وعائلته 7 سنوات في المنفى في الولايات المتحدة قبل أن يعود إلى شيلي ليصبح أستاذًا في علم الأحياء بجامعة شيلي.
أصبحت فاريلا على دراية من الناحية العملية بالبوذية التبتية في سبعينيات القرن الماضي، حيث كانت تدرس في البداية مع كيون تشين جوبا (نيزيك هيرناندز أوردانيتا)، مع أستاذ التأمل تشوجيام ترونجبا رينبوتشي، مؤسس فاجرادو وشامبالا للتدريب، رينبوتشي، وهو سيد تأمل نيبالي في التانترا العليا.
في عام 1986، استقر في فرنسا، حيث قام أولاً بتدريس العلوم المعرفية ونظرية المعرفة في كلية الفنون التطبيقية، وعلم الأعصاب لاحقًا في جامعة باريس. من عام 1988 حتى وفاته، قاد مجموعة بحثية، كمدير للبحوث في المركز الوطني للبحوث العلمية (المركز الوطني للبحوث العلمية).
في عام 1987، أسس فاريلا، إلى جانب آر آدم إنجل، معهد العقل والحياة، في البداية لرعاية سلسلة من الحوارات بين العلماء والدالاي لاما حول العلاقة بين العلم الحديث والبوذية. يواصل المعهد اليوم كحلقة وصل رئيسية لمثل هذا الحوار وكذلك تعزيز ودعم البحث العلمي متعدد التخصصات في علوم العقل، والمنح الدراسية التأملية والممارسة والمجالات ذات الصلة في واجهة العلم مع التأمل والممارسات التأملية الأخرى، وخاصة الممارسات البوذية.
توفي فاريلا في عام 2001 في باريس من التهاب الكبد الوبائي بعد أن كتب سردا عن عملية زرع الكبد عام 1998. كان لدى فاريلا أربعة أطفال، من بينهم الممثلة والمتحدثة باسم البيئة والنموذج ليونور فاريلا.

## العمل والإرث
تم تدريب فاريلا كعالم أحياء وعالم رياضيات وفيلسوف من خلال تأثير المعلمين المختلفين، همبرتو ماتورانا وتورستن ويزل.
كتب وحرر عددا من الكتب والعديد من المقالات اليومية في علم الأحياء، والأعصاب، والعلوم المعرفية، والرياضيات، والفلسفة. وقد أسس مع آخرين المعهد المتكامل، وهو مركز أبحاث مكرس للإخصاب المتبادل للأفكار والتخصصات.
دعمت فاريلا الفلسفة المجسدة، وعرض الإدراك والوعي البشري من حيث الهياكل النشطة التي تنشأ فيها. وتشمل هذه الجسم (كنظام بيولوجي وذو خبرة شخصية) والعالم المادي الذي يتفاعل معه.
عمل فاريلا شائع في مجال علم الأعصاب مفهوم علم الأعصاب. يجمع هذا المفهوم بين ظواهر إدموند هوسرل وموريس ميرلو بونتي، مع «علم الشخص الأول». تتطلب الفيزياء العصبية من المراقبين فحص تجربتهم الواعية باستخدام طرق يمكن التحقق منها علمياً.
في كتاب عام 1996 بعنوان «شبكة الحياة: فهم علمي جديد للأنظمة الحية»، يشير الفيزيائي فريتجوف كابرا بشكل واسع إلى نظرية فاريلا وماتورانا للاشماء الذاتي كجزء من نهج علمي جديد قائم على النظم لوصف العلاقات المتبادلة والترابط النفسي. والظواهر البيولوجية والفيزيائية والاجتماعية والثقافية. ساعد موقع The Web of Life، الذي كُتب لجمهور عام، على الترويج لأعمال فاريلا وماتورانا، وكذلك أعمال إيليا بريغين وغريغوري بيتسون.
يعتبر كتاب ر فاريلا لعام 1991 بعنوان «العقل المجسّد: العلوم المعرفية والتجربة الإنسانية»، الذي شارك في تأليفه مع إيفان طومسون وإليانور روش، كلاسيكيًا في مجال العلوم الإدراكية، حيث يقدم روابط ظواهر رائدة ويدخل نهج الإدراك النشط المعرفي للبوذية. نُشرت نسخة منقحة من The Embodied Mind في عام 2017، وتضمنت مقدمات جوهرية من قبل المؤلفين الباقين على قيد الحياة، بالإضافة إلى مقدمة لجون Kabat-Zinn.

## المنشورات
كتب فاريلا العديد من الكتب والمقالات:
كتب
• 1979. مبادئ الاستقلالية البيولوجية. شمال هولندا.
• 1980 (مع هامبرتو ماتورانا). Autopoiesis والإدراك: إدراك الأحياء. بوسطن: رايدل.
• 1988. تعرف: العلوم المعرفية، والاتجاهات ووجهات النظر. طبعات دو سويل، باريس.
• 1992 (مع P. Bourgine، محرران). نحو ممارسة نظم الحكم الذاتي: المؤتمر الأوروبي الأول حول الحياة الصناعية. معهد ماساتشوستس للتكنولوجيا الصحافة.
• 1992 (مع J. هايوارد، محرران). جسور لطيفة: حوارات بين العلوم المعرفية والتقاليد البوذية. بوسطن: مطبعة شامبالا.
• 1999. المعرفة الأخلاقية: العمل والحكمة والإدراك. مطبعة جامعة ستانفورد.
• 1999 (مع J. Shear ، محرران). النظرة من الداخل: منهجيات الشخص الأول في دراسة الوعي. لندن: بصمة أكاديمية.
مقالات بارزة
2002 (مع أ. ويبر). «الحياة بعد كانط: الأغراض الطبيعية والأسس الذاتية الذاتية للفردية البيولوجية». علم الظواهر والعلوم المعرفية 1: 97-125، 2002.